# Sydney Greenstreet

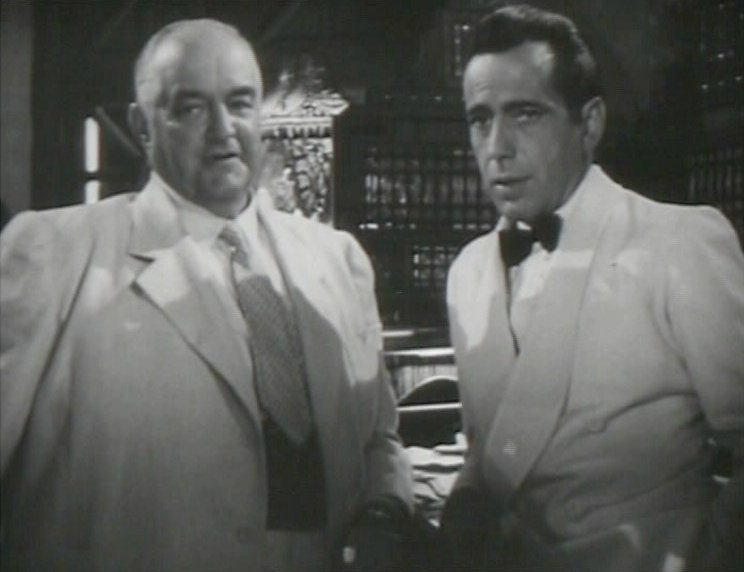
Humphrey Bogart și Sydney Greenstreet în Casablanca (1942)

Sydney Greenstreet (n. 27 decembrie 1879, Sandwich, Anglia, Regatul Unit al Marii Britanii și Irlandei – d. 18 ianuarie 1954, Hollywood, California, SUA) a fost un actor englez de teatru și film. Este cel mai notabil pentru filmele Warner Bros. în care a apărut alături de Humphrey Bogart și Peter Lorre, filme precum The Maltese Falcon (1941) sau  Casablanca (1942).

## Biografie
Greenstreet s-a născut în Sandwich, Kent, Anglia, mama sa fiind Ann (născută Baker), iar tatăl său John Jack Greenstreet.

## Moștenire
Greenstreet a fost, parțial, sursă de inspirație pentru personajul Jabba the Hutt din Întoarcerea lui Jedi (1983).

## Filmografie
| An   | Film                          | Rol                         | Regizor              | Premii                                                 |
| ---- | ----------------------------- | --------------------------- | -------------------- | ------------------------------------------------------ |
| 1941 | The Maltese Falcon            | Kasper Gutman               | John Huston          | Nominalizare - Academy Award for Best Supporting Actor |
| 1941 | They Died with Their Boots On | Lt. Gen. Winfield Scott     | Raoul Walsh          |                                                        |
| 1942 | Across the Pacific            | Dr. Lorenz                  | John Huston          |                                                        |
| 1942 | Casablanca                    | Signor Ferrari              | Michael Curtiz       |                                                        |
| 1943 | Background to Danger          | Colonel Robinson            | Raoul Walsh          |                                                        |
| 1944 | Passage to Marseille          | Major Duval                 | Michael Curtiz       |                                                        |
| 1944 | Between Two Worlds            | Reverend Tim Thompson       | Edward A. Blatt      |                                                        |
| 1944 | The Mask of Dimitrios         | Mr. Peters                  | Jean Negulesco       |                                                        |
| 1944 | The Conspirators              | Ricardo Quintanilla         | Jean Negulesco       |                                                        |
| 1944 | Hollywood Canteen             | Himself                     | Delmer Daves         |                                                        |
| 1945 | Pillow to Post                | Colonel Michael Otley       | Vincent Sherman      |                                                        |
| 1945 | Conflict                      | Dr. Mark Hamilton           | Curtis Bernhardt     |                                                        |
| 1945 | Christmas in Connecticut      | Alexander Yardley           | Peter Godfrey        |                                                        |
| 1946 | Three Strangers               | Jerome K. Arbutny           | Jean Negulesco       |                                                        |
| 1946 | Devotion                      | William Makepeace Thackeray | Curtis Bernhardt     |                                                        |
| 1946 | The Verdict                   | Supt. George Edward Grodman | Don Siegel           |                                                        |
| 1947 | That Way with Women           | James P. Alden              | Frederick De Cordova |                                                        |
| 1947 | The Hucksters                 | Evan Llewellyn Evans        | Jack Conway          |                                                        |
| 1948 | The Velvet Touch              | Capt. Danbury               | Jack Gage            |                                                        |
| 1948 | Ruthless                      | Buck Mansfield              | Edgar G. Ulmer       |                                                        |
| 1948 | The Woman in White            | Count Alessandro Fosco      | Peter Godfrey        |                                                        |
| 1949 | Flamingo Road                 | Sheriff Titus Semple        | Michael Curtiz       |                                                        |
| 1949 | Malaya                        | The Dutchman                | Richard Thorpe       |                                                        |